# Fiberbras
Fiberbras Indústria e Comércio Ltda. war ein brasilianischer Hersteller von Automobilen.

## Unternehmensgeschichte
Das Unternehmen aus Rio de Janeiro stellte in den 1980er Jahren Automobile her, die als Kauê vermarktet wurden. Für 1984 ist eine Anzeige des Unternehmens überliefert. In der zweiten Hälfte des Jahrzehnts setzte Lomer die Produktion unter eigenem Markennamen fort.

## Fahrzeuge
Einziges Modell war ein VW-Buggy. Auf ein Fahrgestell von Volkswagen do Brasil wurde eine offene Karosserie aus Fiberglas montiert. Ein luftgekühlter Vierzylinder-Boxermotor im Heck trieb die Hinterräder an. Hinter den vorderen Sitzen war eine Überrollvorrichtung. Ungewöhnlich waren die eckigen Scheinwerfer. Die Radausschnitte in den Kotflügeln waren auffallend eckig gestaltet.
Außerdem wird eine Version mit zwei Türen genannt.